# Refuge du Maupas
Le refuge du Maupas est un refuge situé dans les Pyrénées françaises, dans la vallée du Lis sur le versant nord du pic de Maupas, sur le territoire de la commune de Castillon-de-Larboust, à 2 450 m d'altitude.

## Histoire

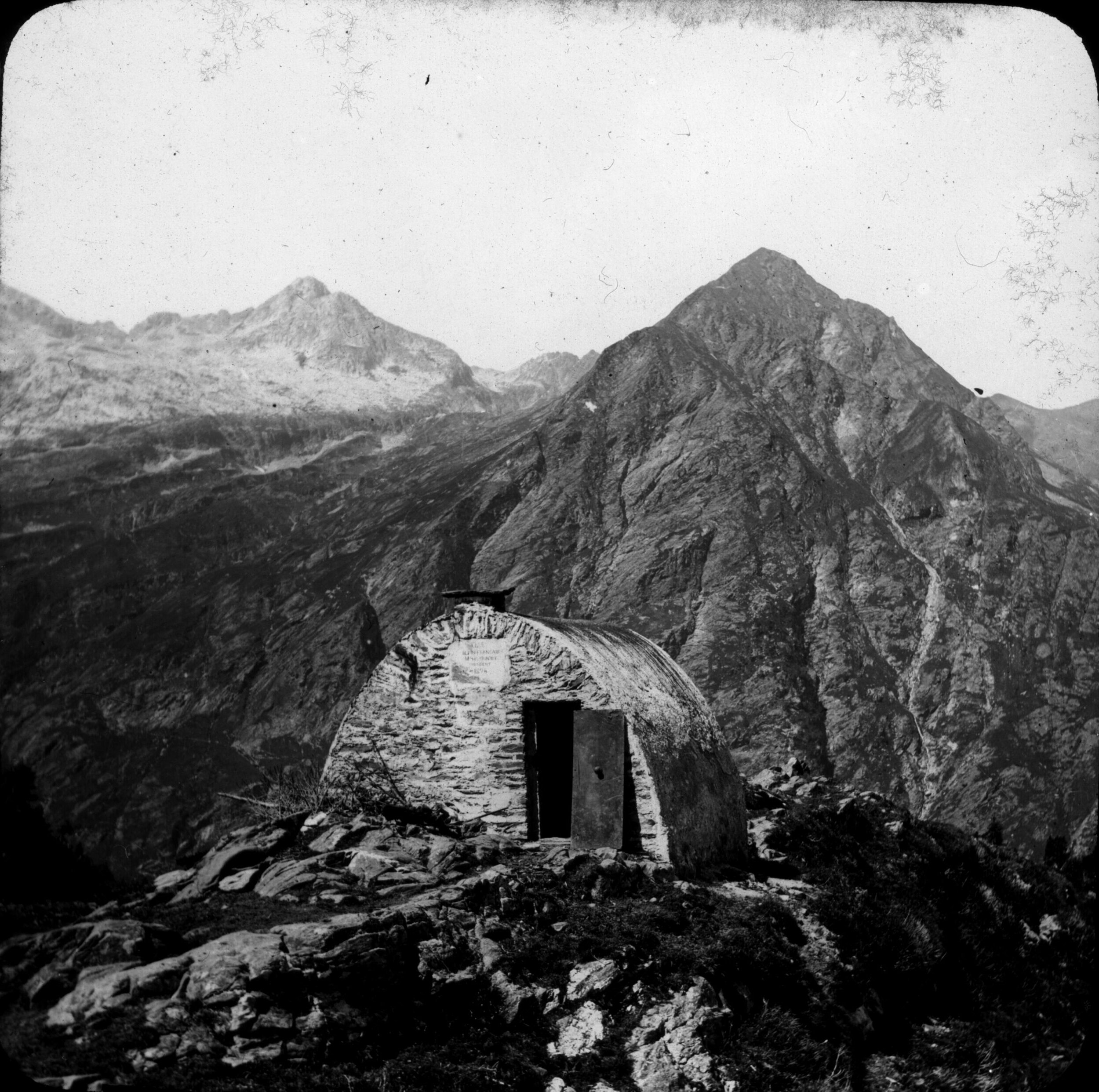
L'ancien refuge de Pratlong au début du XXe siècle, photographie Eugène Trutat

De 1896 à 1962, on utilisait l'ancien refuge de Pratlong, à 1 921 m, qui n'offrait que 6 places au confort spartiate. Après 99 ans de bail au CAF, il est revenu à la municipalité de Castillon-de-Larboust. Le refuge du Maupas a été inauguré le 4 juillet 1965. On l'appelait aussi refuge du Château d'eau.  Il est gardé depuis 1974.

## Caractéristiques et informations
Le refuge du Maupas est placé sous la responsabilité du CAF de Toulouse. Il offre 35 places en été (période de gardiennage), et 27 en hiver (non gardé).

## Accès
Par la route depuis Bagnères-de-Luchon, suivre la direction de la vallée du Lis jusqu'à l'auberge du Lis.
À pied suivre la direction du cirque des Crabioules.

## Ascensions
Le refuge du Maupas est la base d'excursions, en randonnée de haute montagne, alpinisme ou ski de montagne, dans les cirques du Lis ou des Crabioules, sur le sommet du Maupas, sur l'arête Boum-Maupas, sur le pic des Crabioules ou vers les lacs Bleu, Vert, Charles et Celinda.

## Particularités
À proximité, au-dessus du refuge, il y a la sortie du tunnel du Portillon, avec une conduite forcée, qui récupère l'eau du lac du Portillon. D'ailleurs, la montée au refuge, après le passage à proximité de la cabane de Prat-Long, longe en partie cette conduite. En parallèle de cette conduite, il y avait un téléphérique utilisé par EDF, qui a été démonté pendant l'été 2007. À l'altitude 2 232 m, le chemin passe à proximité d'un bâtiment appelé station de pompage. Cette station permet de refouler de l'eau du lac Bleu vers le lac du Portillon.
Autre particularité, un autre refuge existe à 200 m du refuge CAF. C'est le refuge géré et réservé aux membres du LHM (Luchon Haute Montagne), club de montagne affilié à la FFME.
Le grand mât surmonté, entre autres, d'un anémomètre et d'un panneau solaire, situé à une vingtaine de mètres en retrait du refuge, est la station météo automatique du Maupas. Cette station fait partie du réseau Nivôse et les relevés sont accessibles sur le site de Météo-France comme relevés de haute montagne dans le massif Pyrénées Est.